# Elecciones generales de Panamá de 1989
Panamá celebró una elección general el 10 de mayo de 1989, con el objetivo de elegir un Presidente nuevo de la República y una nueva Asamblea Legislativa. Los dos candidatos primarios en la carrera presidencial eran Guillermo Endara, que encabezó la Alianza Democrática de Oposición Cívilista (ADOC), una coalición opuesta al gobernante militar Manuel Noriega, y Carlos Duque, que encabezó el Partido Revolucionario Democrático (PRD), afiliado a Noriega.
Sin embargo, la elección fue anulada por Noriega antes de que el conteo de votos se completara. Endara y su compañero de fórmula Guillermo Ford fueron atacados delante de medios de comunicación extranjeros por seguidores de Noriega y sus Batallones de la Dignidad. Estos acontecimientos contribuyeron a la invasión de EE. UU. de Panamá en diciembre de ese año. Durante la invasión, Endara fue declarado el ganador de la elección y fue juramentado en la embajada estadounidense como el nuevo presidente de Panamá.

## Trasfondo
La muerte de Arnulfo Arias en agosto de 1988, unos días antes de su cumpleaños, creó un obstáculo importante a la unidad de oposición, ya que dejó a la oposición sin un dirigente nacional carismático para colocar al frente de cualquier formula electoral.
El PPA, el partido de oposición principal de Panamá, fue dividido en diciembre de 1988. El Tribunal Electoral formalmente reconoció a la facción dirigida por Hildebrando Nicosia Pérez como el representante legítimo del partido, dándole a Nicosia y a sus colegas el visto bueno para utilizar los símbolos de partido panameñista. Según la oposición, el gobierno propició la división en el partido para crear confusión entre el electorado. Aun así, el esfuerzo de Nicosia para presentarse como el heredero de Arias fue infructuoso dados los resultados de la elección, recibiendo menos del uno por ciento del voto.
Una mayoría de la cúpula del PPA apoyaba la Alianza Democrática de Oposición Cívica (ADOC); el secretario general del partido, Guillermo Endara, era el candidato de la ADOC a la presidencia. Debido a la negativa de poder utilizar los símbolos del PPA símbolo, Endara y los candidatos legislativos del partido compitieron bajo la pancarta del Partido Liberal Auténtico, el cual fue el producto de un cisma que se desarrolló en el Partido Liberal con anterioridad a las elecciones de 1984. La regla militar de Manuel Noriega también provocó una ruptura en el Partido Republicano (PR), pero la mayoría del liderazgo legítimo del PR participó en la coalición de la ADOC. Dos otros partidos importantes—el PDC y MOLIRENA— fueron también parte de la ADOC, así como el Partido de Acción Popular (PAPO), y el Partido Nacional del Pueblo (PNP), sumando también a disidentes de los partidos Liberales y Republicanos, y una facción disidente del PPA. Además de Endara, concurrieron Ricardo Arias Calderón del PDC para primer vicepresidente y Guillermo Ford del MOLIRENA para segundo vicepresidente.
Los partidos pro-gobierno - el PRD, PALA, PR, PL, PPR, PPP, CACEROLA, PDT habían formado una coalición electoral nueva, la Coalición para la Liberación Nacional (COLINA). El PRD era el principal partido de la coalición y su presidente, Carlos Alberto Duque Jaén, un socio de negocios de Noriega, fue el candidato a la presidencia de la coalición. Otro partido significativo era el PALA, dirigido por Ramón Sieiro Murgas, el candidato de la coalición para primer vicepresidente y hermano político de Noriega. El candidato para segundo vicepresidente de COLINA era Aquilino Boyd, ministro de asuntos exteriores, y que fungió como embajador ante los Estados Unidos, laONU y la OEA. COLINA, en aras de presentar una candidatura unida para la legislatura, acaparó un espectro ideológico ancho que incluía a miembros del Partido Comunista, empresarios y profesionales.

## Resultados
Una encuesta a boca de urna de 1,022 votantes dio la oposición una victoria agobiante: 55.1% para Endara, pero solo 39.5% para Duque. El margen impresionó a Noriega, quien supuso que la elección sería bastante cercana para ser manipulada con un mínimo de fraude.
El 9 de mayo, los resultados publicados por el gobierno dieron una ventaja definitiva a Duque. Las fuerzas de oposición, así como observadores extranjeros y el clero denunciaron irregularidades masivas en la elección, ya que según la percepción popular, Endara había sido el ganador. Los resultados parlamentarios también indicaron una victoria de oposición. El expresidente de EE. UU. Jimmy Carter, uno de los observadores de elección, estuvo brevemente colocado bajo arresto domiciliario por Noriega para impedirle hablar a la prensa. En una rueda de prensa más tardía,  pida una respuesta internacional a la elección robada, dirigiéndose a la administración de Noriega "¿Son personas sinceras, o son ladrones?"[7]
El 10 de mayo, el presidente del Electoral Tribunal leyó una declaración firmada por los tres magistrados donde se anulaban las elecciones. La declaración aludió al hecho que el gran número de irregularidades a través del país hicieron imposible contar los votos.
Al día siguiente, Endara y su compañero de fórmula, Ford fueron atacados por un destacamento de los Batallones de la Dignidad, un grupo paramilitar que apoyaba a Noriega. Endara fue golpeado con un varilla y fue hospitalizo, y recibió ocho puntos de sutura. Imágenes del ataque a Endara y Ford dio la vuelta al mundo y el evento fue utilizado para construir soporte público para la invasión de EE.UU que pronto seguiría.

## Consecuencias
El 31 de agosto de 1989, el Consejo de Estado disolvió la Asamblea Nacional, nombró un gobierno provisional al mando del contralor Francisco Rodríguez, que anunció un llamado a otra elección en seis meses.
Los acontecimientos inmediatos que provocaron la invasión comenzaron el 15 de diciembre, cuándo la Asamblea Nacional de Representantes, elegida a dedo por Noriega, lo declara “líder máximo de la lucha de liberación nacional”,  Jefe de Gobierno y Comandante Jefe de las Fuerzas de Defensa. Ese mismo día se declaró el “estado de guerra” en la República de Panamá, “mientras dure la agresión desatada contra el pueblo panameño por el gobierno de los Estados Unidos”. El 20 de diciembre, 24,000 tropas de EE. UU. invadieron Panamá en la Operación Causa Justa, deponiendo a Noriega.
Endara estuvo por este tiempo refugiado en la Zona de Canal del Panamá, el cual estaba bajo control de EE. UU. Aunque Endara se opuso a la acción militar de EE. UU. durante su campaña,  aceptó la presidencia, declarando más tarde que, "moralmente, patrióticamente y cívicamente no tuve otra opción". Este fue proclamado en una base militar de los EE. UU. el 20 de diciembre. Ricardo Arias Calderón fue proclamado como primer vicepresidente, y Ford como segundo vicepresidente.
El 27 de diciembre, el Tribunal Electoral revocó la anulación de las elecciones generales del 7 de mayo. Trabajando con los votos de las elecciones de mayo, el 23 de febrero de 1990 el TE confirmó la elección de 58 de los 67 legisladores, con 51 curules para la ADOC y sólo seis al PRD. El 27 de enero de 1991, nuevas elecciones fueron realizadas para los nueve asientos de la Asamblea Legislativa que aún no podían ser adjudicados. El PRD obtuvo una victoria en cinco de las nueve curules restantes, lo que profundizó las divisiones internas en la coalición de gobierno.

## Resultados de la elección presidencial
| Candidato                                              | Candidato                     | Alianza/de partido                             | Votos    | %       | Votos   | %      |
| ------------------------------------------------------ | ----------------------------- | ---------------------------------------------- | -------- | ------- | ------- | ------ |
|                                                        | Guillermo Endara Galimany     | Alianza Democrática de Oposición Cívica (ADOC) | 463,388  | 71.18%  | 473,838 | 71.19% |
| Partido Demócrata Cristiano (PDC)                      | Guillermo Endara Galimany     | 261,598                                        | 40.18%   | ??      | ??      |        |
| Movimiento Republicano Liberal Nacionalista (MOLIRENA) | Guillermo Endara Galimany     | 132,011                                        | 20.28%   | ??      | ??      |        |
| Partido Liberal Auténtico (PLA)                        | Guillermo Endara Galimany     | 69,779                                         | 10.72%   | ??      | ??      |        |
|                                                        | Carlos Alberto Duque Jaén     | Coalición Liberal Nacional (COLINA)            | 184,900  | 28.40%  | 188,914 | 28.38% |
| Partido Revolucionario Democrático (PRD)               | Carlos Alberto Duque Jaén     | 120,564                                        | 18.52%   | ??      | ??      |        |
| Partido Laboral Agrario (PALA)                         | Carlos Alberto Duque Jaén     | 35,264                                         | 05.42%   | ??      | ??      |        |
| Partido Liberal (PL)                                   | Carlos Alberto Duque Jaén     | 12,718                                         | 01.95%   | ??      | ??      |        |
| Partido Republicano (PR)                               | Carlos Alberto Duque Jaén     | 5,584                                          | 00.86%   | ??      | ??      |        |
| Partido Panameñista Revolucionario (PPR)               | Carlos Alberto Duque Jaén     | 5,533                                          | 00.85%   | ??      | ??      |        |
| Partido del Pueblo (PPP)                               | Carlos Alberto Duque Jaén     | 2,919                                          | 00.45%   | ??      | ??      |        |
| Partido de Acción Nacionalista (CACEROLA)              | Carlos Alberto Duque Jaén     | 1,463                                          | 00.22%   | ??      | ??      |        |
| Partido Democrático del Trabajador (PDT)               | Carlos Alberto Duque Jaén     | 855                                            | 00.13%   | ??      | ??      |        |
|                                                        | Hildebrando Nicosia Pérez     | Partido Panameñista Auténtico (PPA)            | 2,750    | 00.42%  | 2,822   | 00.42% |
| Votos válidos totales                                  | Votos válidos totales         | Votos válidos totales                          | 651,038  | 100%    | 665,574 | 100%   |
| Votos estropeados y nulos                              | Votos estropeados y nulos     | Votos estropeados y nulos                      | 66733    | 09.30%  | 92223   | 12.17% |
| Concurrencia de votos/totales                          | Concurrencia de votos/totales | Concurrencia de votos/totales                  | 717,771  | 60.48%  | 757797  | 63.85% |
| Votantes registrados                                   | Votantes registrados          | Votantes registrados                           | 11867,54 | 1186754 |         |        |
| Población                                              | Población                     | Población                                      | 2239239  | 2239239 |         |        |

## Elección legislativa[15]
| Partidos y alianzas                            | Partidos y alianzas                                    | Vota/distritos | %      | 7.5.1989 | 27.1.1991 | Total curules |
| ---------------------------------------------- | ------------------------------------------------------ | -------------- | ------ | -------- | --------- | ------------- |
| Alianza Democrática de Oposición Cívica (ADOC) | Alianza Democrática de Oposición Cívica (ADOC)         | 404,834        | 66.45% | 51       | 04        | 55            |
|                                                | Partido Demócráta Cristiano (PDC)                      | 219,944        | 36.10% | 27       | 02        | 28            |
|                                                | Movimiento Liberal Republicano Nacionalista (MOLIRENA) | 122,974        | 20.19% | 15       | 02        | 16            |
|                                                | Partido Liberal Auténtico (PLA)                        | 61,916         | 10.16% | 09       | 00        | 05            |
|                                                | Partido Arnulfista (PA)                                | —              | —      | —        | 00        | 06            |
| Coalición de Liberación Nacional (COLINA)      | Coalición de Liberación Nacional (COLINA)              | 201,382        | 33.06% | 07       | 05        | 12            |
|                                                | Partido Revolucionario Democrático (PRD)               | 114,741        | 18.83% | 06       | 04        | 10            |
|                                                | Partido Laboral Agrario (PALA)                         | 47,775         | 07.84% | 01       | 00        | 01            |
|                                                | Partido Liberal(PL)                                    | 17,712         | 02.91% | 00       | 01        | 01            |
|                                                | Partido Republicano (PR)                               | 8,602          | 01.41% | 00       | 00        | 00            |
|                                                | Partido del Pueblo (PPP)                               | 4,988          | 00.82% | 00       | 00        | 00            |
|                                                | Partido de Acción Nacionalista (CACEROLA)              | 3,572          | 00.59% | 00       | 00        | 00            |
|                                                | Partido Panameñista Revolucionario (PPR)               | 2,917          | 00.48% | 00       | 00        | 00            |
|                                                | Partido Democrático de los Trabajadores (PDT)          | 1,075          | 00.18% | 00       | 00        | 00            |
|                                                | Partido Panameñista Auténtico (PPA)                    | 3,015          | 00.49% | 00       | 00        | 00            |
| Votos válidos totales                          | Votos válidos totales                                  | 609,231        | 100%   | 58       | 09        | 67            |
| Votos estropeados y nulos                      | Votos estropeados y nulos                              | ??             | ??     | ??       | ??        | ??            |
| Concurrencia de votos/totales                  | Concurrencia de votos/totales                          | ??             | ??     | ??       | ??        | ??            |
| Votantes registrados                           | Votantes registrados                                   | 1186754        |        |          |           |               |
| Población                                      | Población                                              | 2239239        |        |          |           |               |